# عباس‌آباد (مشهد)
عباس‌آباد (مشهد)، روستایی از توابع بخش مرکزی شهرستان مشهد در استان خراسان رضوی ایران است.

## جمعیت
این روستا در دهستان میان ولایت قرار دارد و براساس سرشماری مرکز آمار ایران در سال ۱۳۸۵، جمعیت آن ۲۴۶ نفر (۵۹خانوار) بوده‌است.

## عکس
نگاره‌های زیر توسط آنه ماری شوارتسنباخ در ۱۹۳۹ ثبت شده است. در توضیحات آنها نام روستای عباس‌آباد در نزدیکی مشهد آمده، لذا به نظر می‌رسد اشاره به همین جا داشته باشد. توضیحات ذیل هر عکس از توضیحات آلمانی برگردانده شده است.

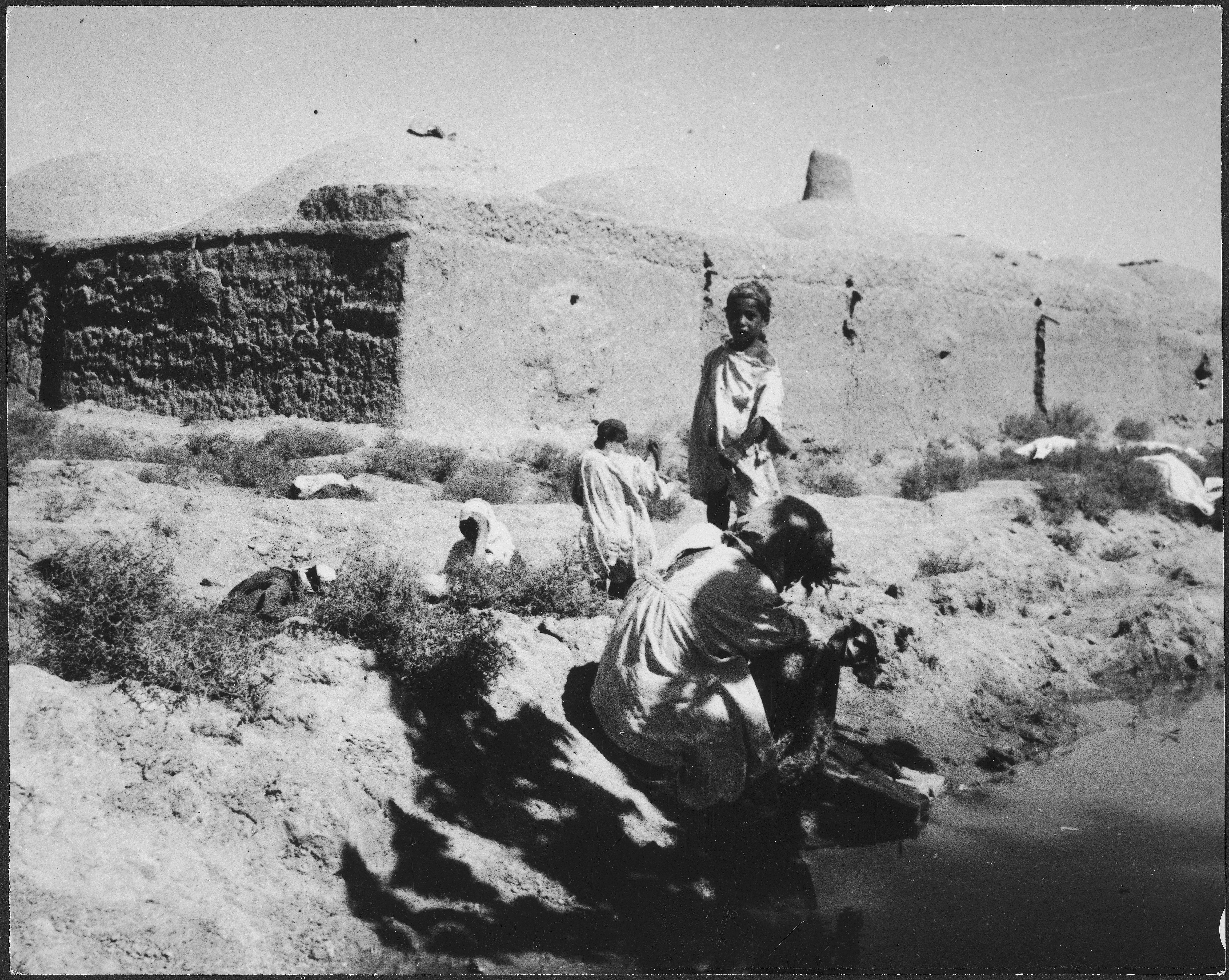
مردم کنار رود
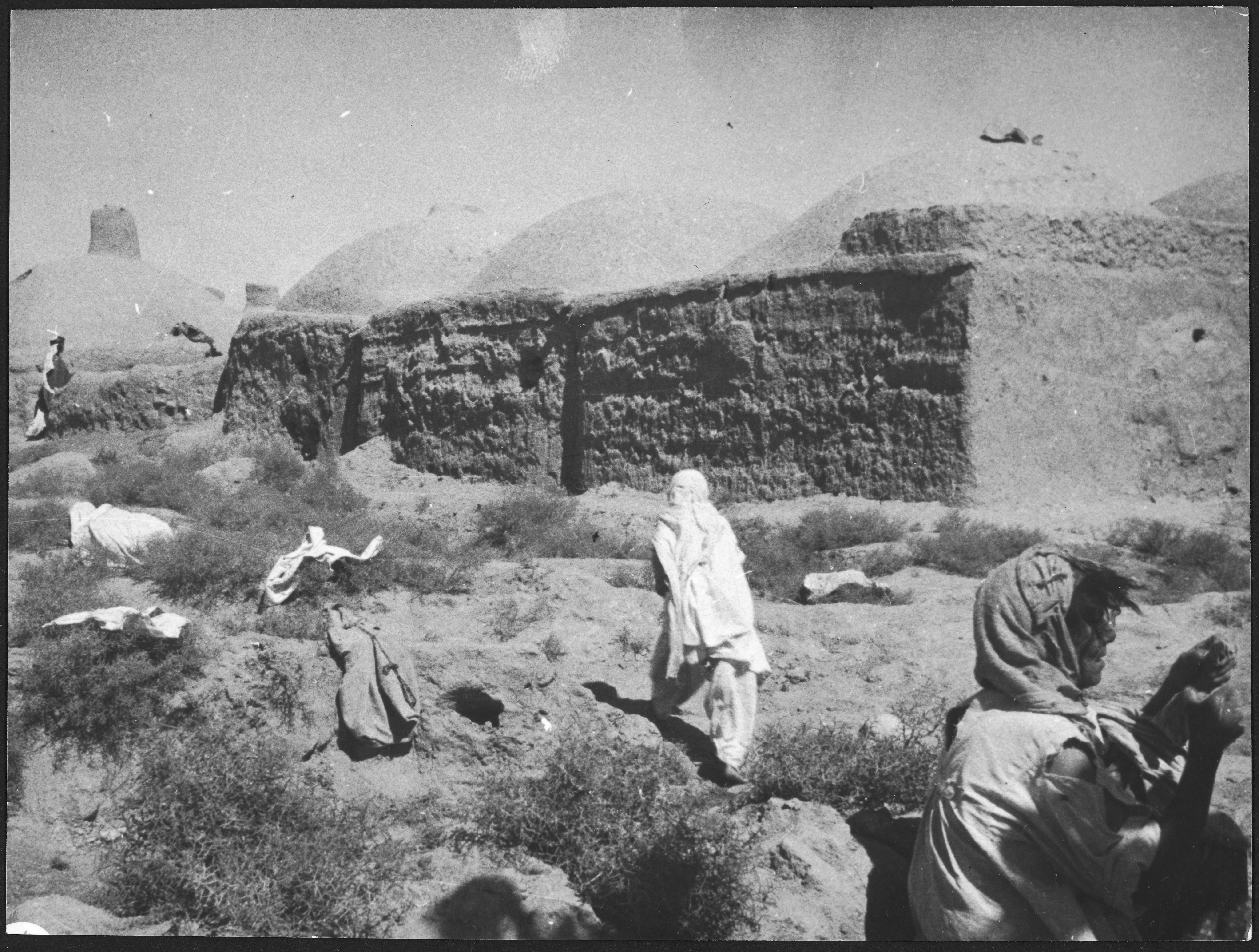
مردم کنار رود
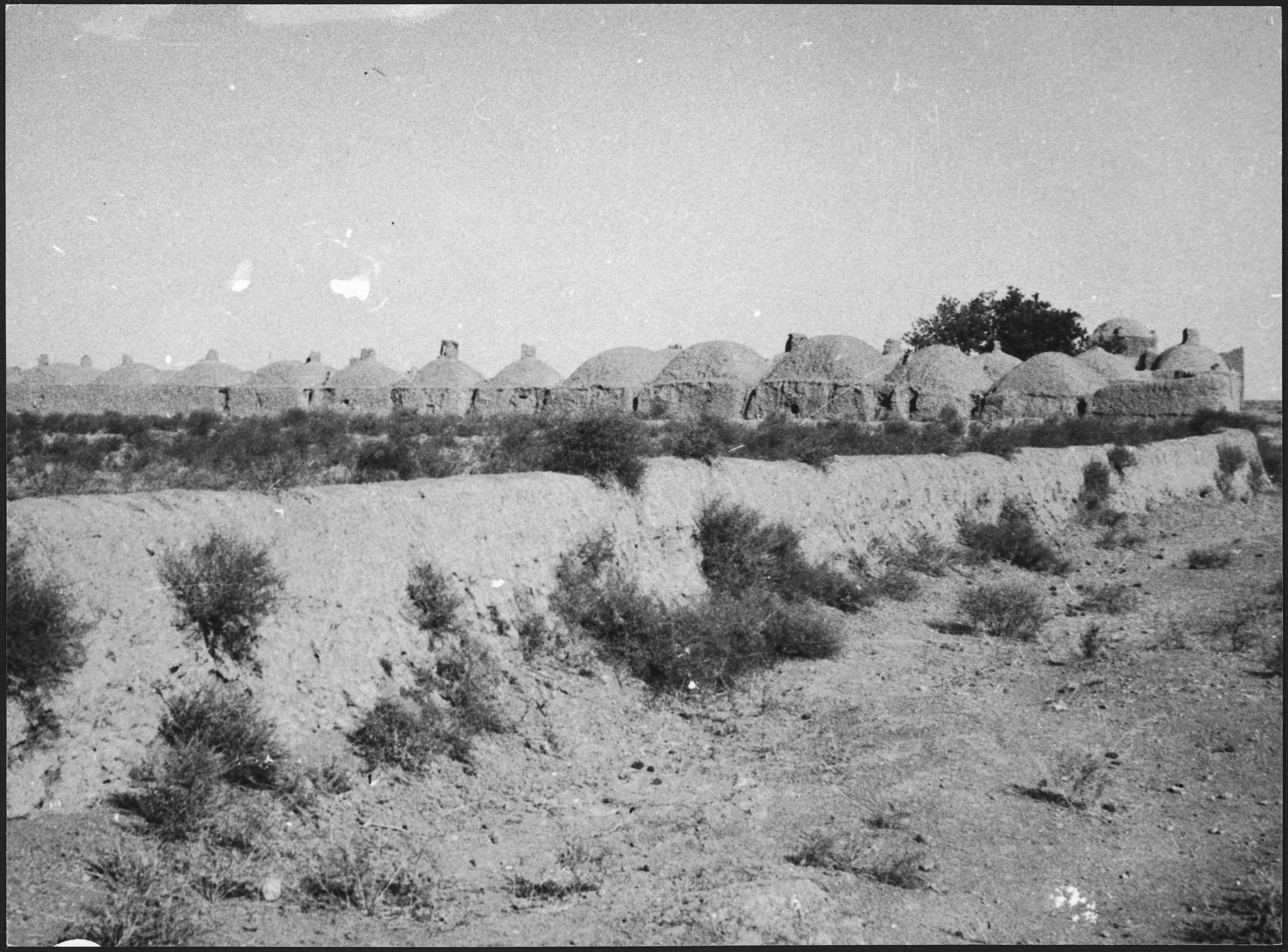
روستایی با سقف‌های گنبدی شکل
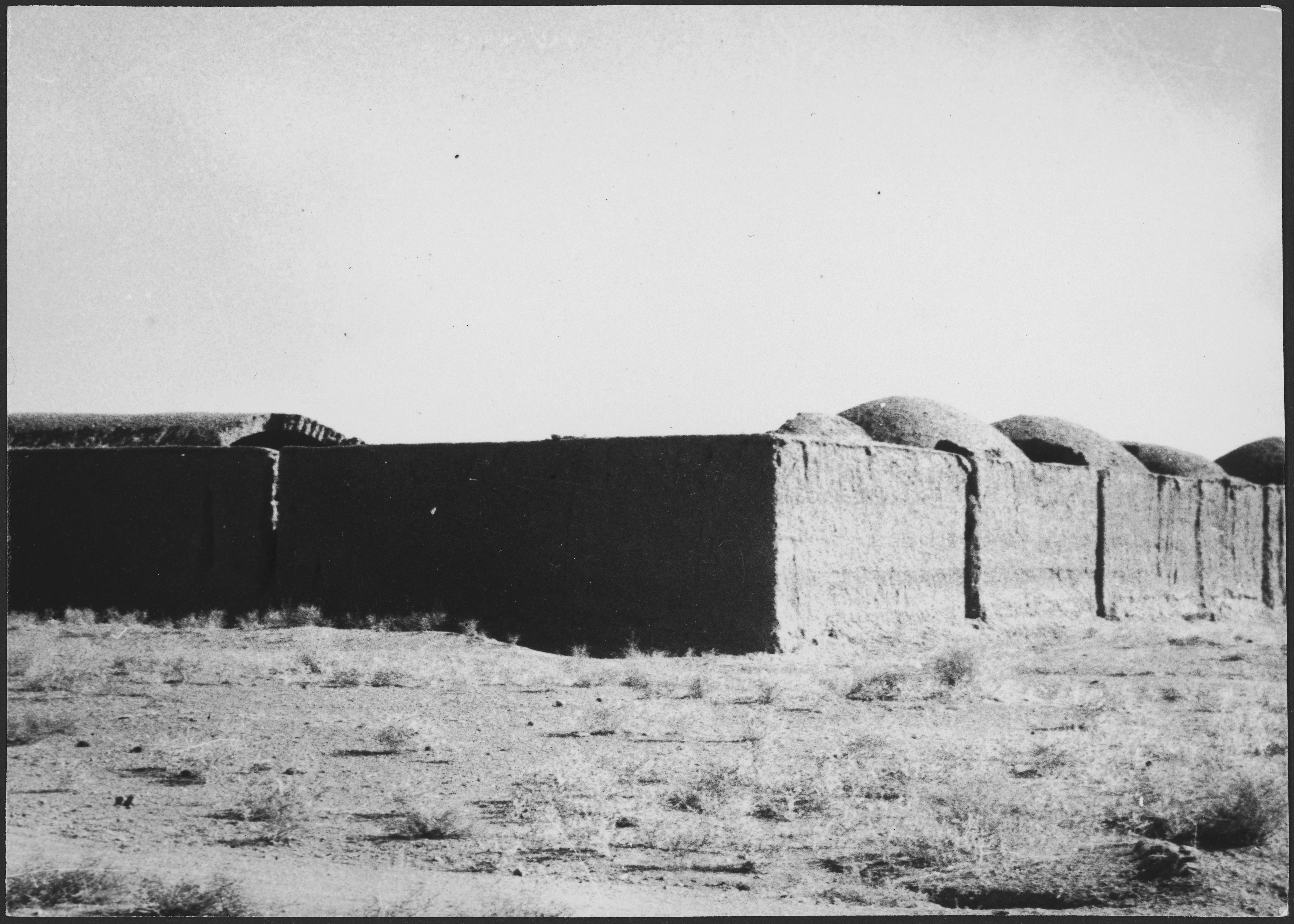
روستایی محصور در دیوار
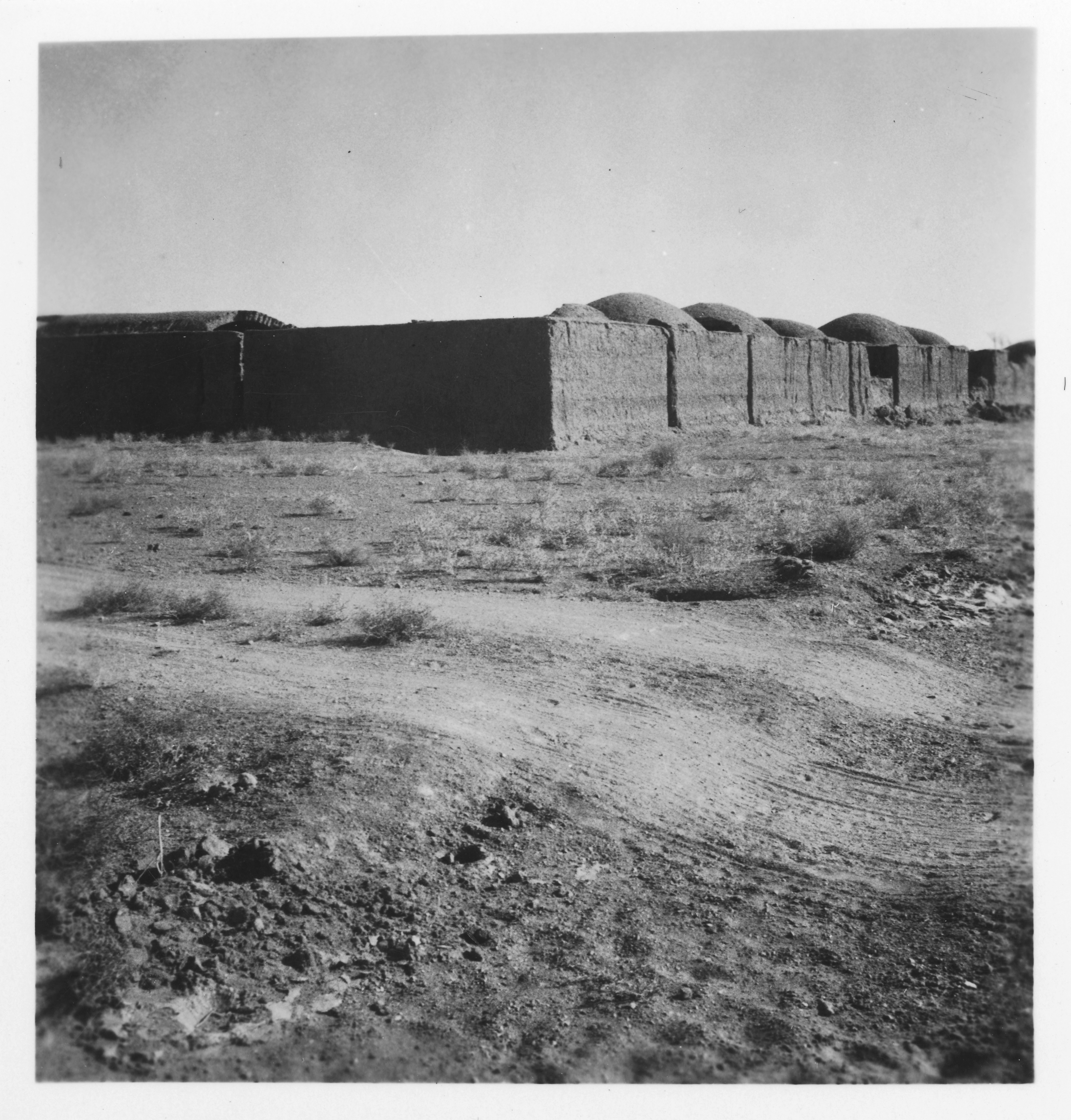
دورنمایی از یک روستا